# Фиш, Уилл
Уильям Фиш (англ. William Fish; родился 17 февраля 2003, Манчестер) — английский футболист, центральный защитник валлийского клуба «Кардифф Сити».

## Клубная карьера
Уроженец Манчестера, Фиш является воспитанником футбольной академии «Манчестер Юнайтед». Был капитаном команд «Манчестер Юнайтед» до 16, до 18 и до 23 лет. В основном составе «Юнайтед» дебютировал 23 мая 2021 года, выйдя на замену Дэниелу Джеймсу в матче последнего тура Премьер-лиги против «Вулверхэмптон Уондерерс».
23 июля 2021 года было объявлено, что сезон 2021/22 Фиш проведёт в клубе «Стокпорт Каунти» на правах аренды. 7 января 2022 года был досрочно отозван из аренды.
1 сентября 2022 года отправился в аренду в шотландский клуб «Хиберниан» до конца сезона 2022/23. В июле 2023 года вновь отправился в сезонную аренду в «Хиберниан».
23 августа 2024 года перешёл в валлийский клуб «Кардифф Сити».

## Карьера в сборной
Выступал за сборные Англии до 17 и до 18 лет.